# Dražica (Nagygordonya)
Dražica falu Horvátországban Belovár-Bilogora megyében. Közigazgatásilag Nagygordonyához tartozik.

## Fekvése
Belovár központjától légvonalban 22, közúton 28 km-re délkeletre, községközpontjától légvonalban 6, közúton 10 km-re délnyugatra, a Bilo-hegység délnyugati lejtőin, a Csázma-folyó közelében, a Dragica-patak mentén fekszik.

## Története
A falu területe a 17. század közepétől népesült be, amikor a török által elpusztított, kihalt területre folyamatosan telepítették be a keresztény lakosságot. A falu 1774-ben az első katonai felmérés térképén „Dorf Draxicza” néven találjuk. A település katonai közigazgatás idején a szentgyörgyvári ezredhez tartozott.
Lipszky János 1808-ban Budán kiadott repertóriumában „Drasicza” néven szerepel. Nagy Lajos 1829-ben kiadott művében „Drassicza” néven 87 házzal, 457 katolikus vallású lakossal találjuk.
A katonai közigazgatás megszüntetése után Magyar Királyságon belül Horvát–Szlavónország részeként, Belovár-Kőrös vármegye Grubisno Poljei járásának része volt. 1857-ben 514, 1910-ben 655 lakosa volt. 1910-ben a népszámlálás adatai szerint lakosságának 93%-a horvát, 6%-a cseh anyanyelvű volt. 1918-ban az új szerb-horvát-szlovén állam, majd később Jugoszlávia része lett.
1941 és 1945 között a németbarát Független Horvát Államhoz, majd a háború után a szocialista Jugoszláviához tartozott. 1991-től a független Horvátország része. 1991-ben lakosságának 93%-a horvát nemzetiségű volt. 2011-ben 163 lakosa volt.

## Lakossága
| Lakosság változása | Lakosság változása | Lakosság változása | Lakosság változása | Lakosság változása | Lakosság változása | Lakosság változása | Lakosság változása | Lakosság változása | Lakosság változása | Lakosság változása | Lakosság változása | Lakosság változása | Lakosság változása | Lakosság változása | Lakosság változása |
| ------------------ | ------------------ | ------------------ | ------------------ | ------------------ | ------------------ | ------------------ | ------------------ | ------------------ | ------------------ | ------------------ | ------------------ | ------------------ | ------------------ | ------------------ | ------------------ |
| 1857               | 1869               | 1880               | 1890               | 1900               | 1910               | 1921               | 1931               | 1948               | 1953               | 1961               | 1971               | 1981               | 1991               | 2001               | 2011               |
| 514                | 572                | 511                | 605                | 751                | 655                | 721                | 736                | 621                | 642                | 583                | 490                | 377                | 282                | 182                | 163                |

## Nevezetességei
A Szentháromság tiszteletére szentelt római katolikus kápolnája a falu közepén áll. 10 méter hosszú, 5 méter széles egyhajós épület harangtoronnyal, benne két haranggal. A kápolnát 1916-ban építették a dražicai hívek. Belsejét 1982-ben, homlokzatát 1983-ban újították meg.